# Mazzini
Mazzini je priimek v Sloveniji in tujini. Po podatkih Statističnega urada Republike Slovenije je na dan 1. januarja 2010 v Slovenjiji uporabljalo ta priimek 15 oseb.   

## Znani slovenski nosilci priimka
- Miha Mazzini (*1961), pisatelj, kolumnist, scenarist in računalničar

## Znani tuji nosilci priimka
- Giuseppe Mazzini (1805—1872), italijanski revolucionar, politik in borec za združitev Italije
- Mina Mazzini, znana kot Mina, (Busto Arsizio, 25. marca 1940), italijanska pevka lahke glasbe